# Shania Twain
Shania Twain,  nome d'arte di Eilleen Regina Edwards OC (Windsor, 28 agosto 1965), è una cantautrice, produttrice discografica e attrice canadese.
Shania ha venduto più di 100 milioni di dischi, risultando così uno degli artisti musicali con maggiori vendite. È anche l'artista femminile nella storia della musica country ad aver avuto maggior successo ed è per questo soprannominata The Queen of Country Pop ("Regina del Country Pop").
Il suo secondo album del 1995 The Woman in Me, ha venduto 20 milioni di copie nel mondo e l’ha resa famosa, facendole guadagnare un Grammy Award come Miglior Album Country, che per la prima volta andò a un musicista non statunitense. Il terzo album del 1997, Come On Over, è diventato uno degli album più venduti da un'artista femminile, ed è inoltre il disco country più venduto di sempre, con all'attivo circa 39 milioni di copie nel mondo, di cui più di 20 milioni vendute solo negli Stati Uniti, 15,6 milioni di copie certificate da Nielsen SoundScan. L'album ha debuttato alla numero 1 della classifica Billboard Top Country Albums restandoci per 50 settimane non consecutive, rimanendo nelle prime dieci posizioni per 151 settimane. Dall'album sono stati estratti singoli come You're Still the One, That Don't Impress Me Much e Man! I Feel like a Woman!, e ha fatto guadagnare alla Twain quattro Grammy Award.
È l'unica musicista donna ad aver pubblicato tre album premiati come "dischi di diamante" dalla RIAA, ha vinto cinque premi Grammy e ha ottenuto quasi 40 riconoscimenti anche dalla Broadcast Music Incorporated (BMI). Complessivamente ha venduto più di 65 milioni di dischi, di cui 48 milioni nei soli Stati Uniti. Per questi risultati, congiuntamente al suo impegno nei confronti delle persone svantaggiate, è stata insignita del prestigioso Ordine del Canada.

## Biografia

### Gli inizi
È figlia di Sharon e Clarence Edwards, separatisi quando lei aveva due anni. Sharon risposò Jerry Twain, di origine Ojibwa. Sebbene si sia scritto che Shania Twain abbia queste origini, la cantante smentì dichiarando che il padre biologico era in realtà di ascendenza Cree. Ha altresì origini irlandesi, francesi e inglesi. Una sua bisnonna materna discende dal colono francese Zacharie Cloutier, mentre la nonna materna, Eileen Pearce, era un'emigrante di Newbridge, in Irlanda.
La Twain crebbe tra alcune difficoltà a Timmins, nell'Ontario settentrionale. I suoi genitori vissero in ristrette condizioni economiche, e Sharon si trovava spesso in depressione per la mancanza di cibo in famiglia. Tuttavia ebbe fiducia nella passione di sua figlia per il canto, e così Eilleen portò a casa qualche guadagno cantando in club locali e bar.
A 13 anni la Twain fu invitata ad esibirsi su un programma della CBC, Tommy Hunter Show. Ai tempi del liceo a Timmins fu la cantante del gruppo locale Longshot, che faceva cover di varie canzoni di successo in quel periodo. Quando la madre e il padre adottivo morirono in un incidente d'auto il 1º novembre 1987, la Twain mise per un po' da parte la carriera musicale, e cominciò a prendersi cura della famiglia. Insieme ai fratelli Mark, Darryl e Carrie-Ann si trasferì ad Huntsville, dove si sostenne cantando per il vicino locale Deerhurst.
Nel 1991 l'avvocato di spettacolo Dick Frank, di Nashville, la ascoltò e la invitò a registrare un demo. Così la Twain firmò un contratto per conto di Richard Frank, della Mercury Nashville Records. Lì adottò il nome d'arte "Shania", termine Ojibwa che significherebbe "a modo mio". Robin Eggar, biografo di Shania Twain, rivelò: "Si è parlato confusamente del vero significato di 'Shania' e si è speculato se fosse o non fosse una parola o un'espressione Ojibwe. [...] Non c'è un'espressione, pur pronunciata o capita scorrettamente, in lingua Ojibwe né in lingua Cree che si avvicini al significato di 'a modo mio'. Tuttavia, la leggenda attorno al suo nome continua a essere riproposta dai media fino ad oggi".
Il comune di Timmins le ha dedicato una strada, le ha conferito le chiavi della città e ha costruito lo Shania Twain Centre in suo onore. Twain ha visitato Timmins per aprire ufficialmente lo Shania Twain Centre e per filmarne uno speciale su CTV, il 2 novembre 2004.

## Carriera

### Primi successi
Nel 1993 uscì l'omonimo Shania Twain. Tuttavia l'autrice non ne rimase molto soddisfatta, perché sentiva di essere forzata dalla casa discografica a lasciar scrivere ai compositori di Nashville. Infatti collaborò ad una sola canzone, e sentì l'album come se non fosse proprio. Il disco non piacque molto al pubblico, e i singoli estratti non ebbero grande successo. I primi due brani pubblicati, What Made You Say That e Dance with the One That Brought You, quest'ultimo accompagnato da un videoclip diretto da Sean Penn, ebbero un tiepido successo nella classifica country di Billboard. Alla fine del 1993, il debutto omonimo vendette solo 250 000 copie. Shania Twain si fece notare nella scena country, allora ancora alquanto conservatrice, per i suoi videoclip in cui metteva in mostra l'ombelico.
La cantautrice si sentì alienata dalla scena musicale di Nashville, e per lei l'album era privo della sua passione e propensione al country. Per sua fortuna, le cose cambiarono qualche tempo dopo. Il produttore Robert Lange ascoltò le canzoni della Twain e ne intuì le potenzialità. Così si offrì di produrne i dischi successivi e di scrivere canzoni con lei. Dopo molte conversazioni al telefono, s'incontrarono al Nashville's Fan Fair nel giugno del 1993. Il 28 dicembre dello stesso anno si sposarono.
Lange e Twain formarono una coppia affiatata anche in campo musicale, e la cantautrice ha spesso commentato che un motivo di tale sodalizio stava proprio nelle loro diverse vedute; inoltre Lange è di 17 anni più anziano di lei. Così iniziarono a lavorare su un secondo album, e nel 1995 The Woman in Me cominciò subito a riscuotere consensi, grazie a singoli come Any Man of Mine e Whose Bed Have Your Boots Been Under?. La casa discografica investì miratamente in una promozione incentrata sui videoclip dei singoli estratti, creando un'immagine commercialmente riconoscibile di Shania Twain. Alla fine il disco rimase per mesi al primo posto nelle classifiche country e al quinto di Billboard, e vendette 12 milioni di copie. The Woman in Me vinse un Grammy come "Best Country Album", ma anche un premio dall'Academy of Country Music, come album dell'anno; dallo stesso istituto, fu premiata come miglior cantante donna esordiente.

### Come on Over

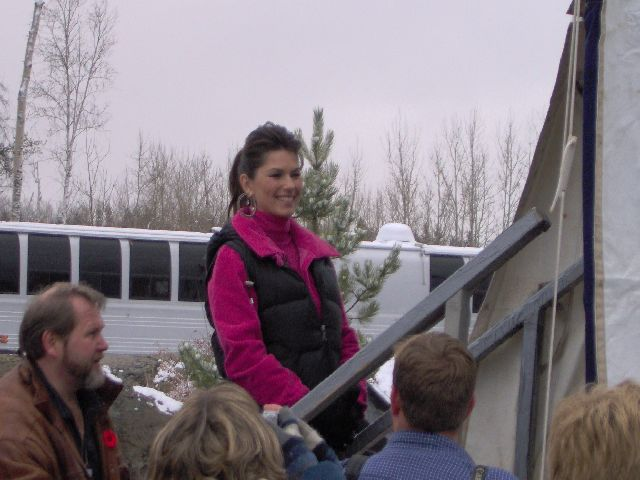
Shania Twain a Timmins, in Ontario.

Nel 1997 la Twain registrò e pubblicò Come on Over. Grazie a questo disco, la cantautrice divenne definitivamente tra le più importanti del mainstream.
Forte di 172 000 copie nelle prime settimane, non fu inizialmente molto acclamato, e poi le vendite impennarono in modo graduale. Pur avendo raggiunto solo il secondo posto a Billboard, ebbe elevato successo grazie soprattutto al singolo You're Still the One. Canzoni come Don't Be Stupid, Honey, I'm Home, Man! I Feel like a Woman!, That Don't Impress Me Much e From This Moment On furono anch'esse distribuite come singoli, ottenendo risultati altrettanto notevoli, e in Gran Bretagna il disco giunse ugualmente al primo posto. Rimasto su Billboard per 99 settimane, Come on Over ha venduto 39 milioni di copie, di cui 20 milioni nei soli Stati Uniti. Per l'album arrivarono quattro premi Grammy, tra cui "Best Country Song" per la Twain e Lange (You're Still the One, Come on Over") e "Best Female Country Performance" (You're Still the One, Man! I Feel like a Woman!).
Le canzoni di Come on Over contenevano testi e melodie orecchiabili, e Lange vi apportò tecniche di produzione molto affini ai suoi lavori precedenti, nell'hard rock di gruppi come Def Leppard ed AC/DC. Riducendo le influenze strumentali più tipicamente country, genere tradizionalmente legato al Nord America, il sound della Twain si impose sulle frequenze radiofoniche di tutto il mondo, segnando di fatto la sua incursione nella musica pop.
Nel 1998 Shania partecipò alla prima edizione del concerto VH1 Divas, al fianco Mariah Carey, Céline Dion, Gloria Estefan ed Aretha Franklin. Nello stesso anno prese il via il suo primo grande tour, con l'aiuto del produttore Jon Landau (già al lavoro con Bruce Springsteen). I concerti furono ben stimati dal pubblico di tutto il mondo, e convinse i critici che prima credevano che non fosse in grado di esibirsi dal vivo. Durante il tour, in ogni città visitata permise ad una giovane cantante di unirsi a lei in stage, per una delle sue canzoni. Tra tali cantanti vi fu anche Avril Lavigne, che con la Twain duettò ad un suo concerto ad Ottawa. La Lavigne sarebbe poi diventata un'artista non meno fortunata, in ambito pop rock.
Nel 1999 fu nominata artista dell'anno, sia dall'Academy of Country Music che dalla Country Music Association. È la prima tra due artisti non statunitensi, ed una tra solo cinque soliste, a vincere la versione CMA del premio. L'altro non americano è Keith Urban, e le altre artiste sono Reba McEntire, Barbara Mandrell, Dolly Parton e Loretta Lynn.
Lo stesso anno, la canzone Man! I Feel like a Woman! venne usata da Revlon per un suo spot commerciale.

### Anni 2000

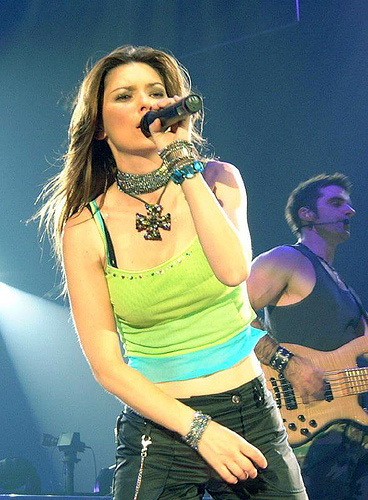
Shania Twain in concerto a Londra nel 2004.

Dopo il successo di Come on Over e gli impegni che ne conseguirono, Shania Twain rivelò di soffrire di esaurimento nervoso e decise di prendere una pausa biennale. All'epoca nacque suo figlio Eja, e successivamente la Twain registrò Up!, pubblicato nel novembre del 2002, e tornò in tournée con l'Up! Tour, che la portò a esibirsi in vari Stati europei. Il materiale per l'album è stato realizzato in varie città all'estero, tra cui Berlino e Mumbai.
Up! uscì come triplo album, con tre dischi dedicati a pop, country e musica indiana/latina. Per il Nord America il disco pop fu pubblicato insieme a quello country, mentre all'estero insieme a quello indiano/latino. Quest'ultimo fu registrato a Mumbai, in India. Up! debuttò al primo posto di Billboard, vendendo 874 000 copie solo nella prima settimana. Rimase al numero uno in classifica per cinque settimane di seguito.
Il primo singolo estratto fu I'm Gonna Getcha Good!. Ebbe successo modesto in ambito country ma non in quello pop negli Stati Uniti; in Gran Bretagna, invece, si piazzò al quarto posto tra i singoli più venduti. Seguì il singolo Up!, che non ebbe sorte migliore nelle classifiche pop e country. Tuttavia ad avere più fortuna fu la romantica ballata Forever and for Always, pubblicata come singolo nell'aprile del 2003 ed entrata al quarto posto in classifica country, mentre in quella USA rimase al primo posto per sei settimane non consecutive. She's Not Just a Pretty Face fu anch'esso una hit country, mentre solo in Nord America uscì It Only Hurts When I'm Breathing, al primo posto sia nelle classifiche di genere che in quelle nazionali. Ad oggi Up! ha venduto più di 17 milioni di copie, di cui 5,5 milioni negli USA (anche se per regola la RIAA l'ha certificato 11 volte disco di platino, contandolo come doppio album).
Nel 2003 la Twain partecipò ad un tribute-album per Dolly Parton, Just Because I'm a Woman. Della Parton, che in varie occasioni ha citato tra le proprie maggiori influenze, ha reinterpretato Coat of Many Colors.
Nel 2004 la cantautrice pubblicò Greatest Hits, con tre tracce nuove. La raccolta ha venduto finora più di 7,5 milioni di copie, di cui 3,5 milioni di copie negli Stati Uniti. Del primo singolo Party for Two esistono due versioni: quella con Billy Currington, di successo in ambiente country, e quella pop con Mark McGrath dei Sugar Ray, molto di successo in Gran Bretagna e Germania. Un po' meno fortunati furono i successivi Don't! e I Ain't No Quitter.
Nell'agosto del 2005 uscì il brano Shoes, per la colonna sonora di Desperate Housewives, che però arrivò a stento nelle prime 30 posizioni delle classifiche statunitensi. Shoes è anche il primo singolo non scritto del tutto dalla Twain e dal marito Robert Lange (dai tempi del primo album), insieme alla reinterpretazione Coat of Many Colors, presente nell'album tributo di Dolly Parton, Just Because I'm A Woman. Nel 2008 la Twain ri-cantò assieme alla cantante country canadese Ann Murray la hit di questa "You Needed Me" per l'album di duetti Anne Murray Duets: Friends & Legends.

### Anni 2010

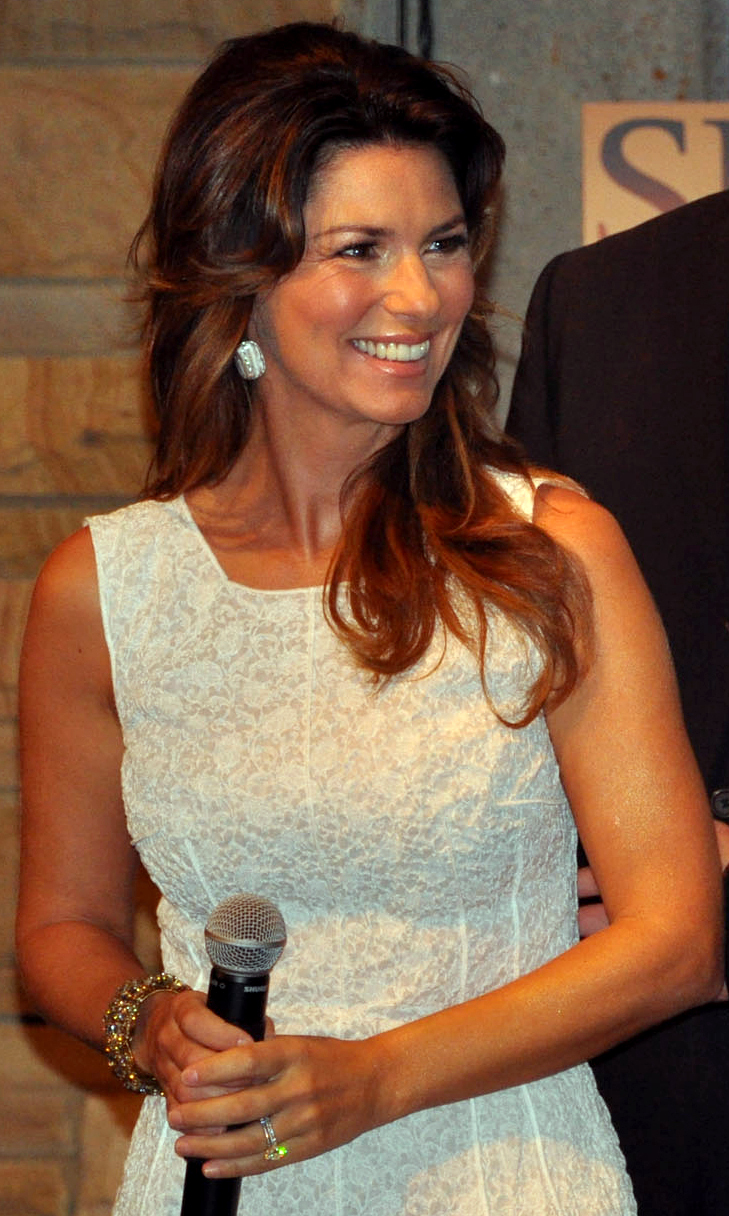
Shania Twain ai Country Music Hall of Fame nel 2011

L'8 maggio 2011 la star canadese è stata protagonista di un reality dal titolo 'Why Not? with Shania Twain' andato in onda sul canale americano 'OWN' di proprietà di Oprah Winfrey. Nel corso del programma, la cantante affronta il blocco creativo che l'ha colpita a partire dal doloroso divorzio dal marito, e ripercorre la sua infanzia difficile e la sua dolorosa adolescenza. Per l'occasione ha inciso un nuovo singolo dal titolo Today Is Your Day, nonché un duetto con Lionel Richie nella reinterpretazione di "Endless Love", inserito nell'album di questi Tuskagee.
Il 3 maggio 2011 è uscito From This Moment On, il suo primo libro autobiografico, in cui racconta di come le sue difficoltà personali le avessero inibito completamente le velleità canore.
Sempre nel 2011 duettò con Michael Bublé in "White Christmas", brano presente sull'album di questi "Christmas" e usato anche come primo singolo.
Dal 1º dicembre 2012 Shania Twain ritorna sul palco dopo una lunga pausa e diventa presenza fissa al Caesars Palace di Las Vegas con il residency show 'Shania: Still the One', iniziando due anni di spettacoli al Caesars Palace, durati fino alla fine del 2014.
Il 3 marzo 2015 la Twain pubblica l'album dal vivo e DVD del suo show, intitolato 'Still the One: Live from Vegas'.
Il 4 marzo 2015 la star dichiarò a Good Morning America che, dopo 11 anni di pausa, avrebbe intrapreso un nuovo tour. Qualche mese dopo Shania Twain ritornò in tournée con quello che definì il suo "tour di addio". Il Rock This Country tour partì il 5 giugno 2015 da Seattle per concludersi il 27 ottobre 2015 a Kelowna, nella Columbia Britannica, dopo vari concerti tra Stati Uniti e Canada. La star commentò che, sebbene il Rock This Country tour doveva originariamente essere l'ultimo, non escludeva la possibilità di portare il tour al di fuori del Nord America, né di ritornare a esibirsi a Las Vegas.
Shania Twain specificò all'epoca che la sua carriera non era finita, e che anzi stava lavorando attivamente a un nuovo album in studio con nuovi produttori; in un'intervista definì lo stile del futuro disco "musica per l'anima". Nell'agosto del 2015 dichiarò di aver già composto 38 nuove canzoni. Il 29 aprile 2017 Shania Twain si esibì all'interno dello Stagecoach Festival di Indio (California), dove interpretò in esclusiva le sue nuove canzoni, tra cui Life's About to Get Good, brano che verrà poi estratto come primo singolo dal suo nuovo album nel giugno 2017. Il 16 giugno 2017 Shania Twain si esibì inoltre in un concerto estivo organizzato dal Today Show. La pubblicazione dell'album Now, a 15 anni di distanza dall'ultimo, è avvenuta il 29 settembre 2017. L'album è stato preceduto dai singoli Life's About To Get Good e Swingin' with My Eyes Closed.
Nel 2018 l'artista portò avanti il New Tour per la promozione dell'album, mentre a dicembre 2019 diede inizio alla sua seconda residency a Las Vegas, chiamata Let's Go e con una durata prevista di due anni. Il progetto è stato successivamente messo in stand by a causa della pandemia da Covid-19. 

### Anni 2020

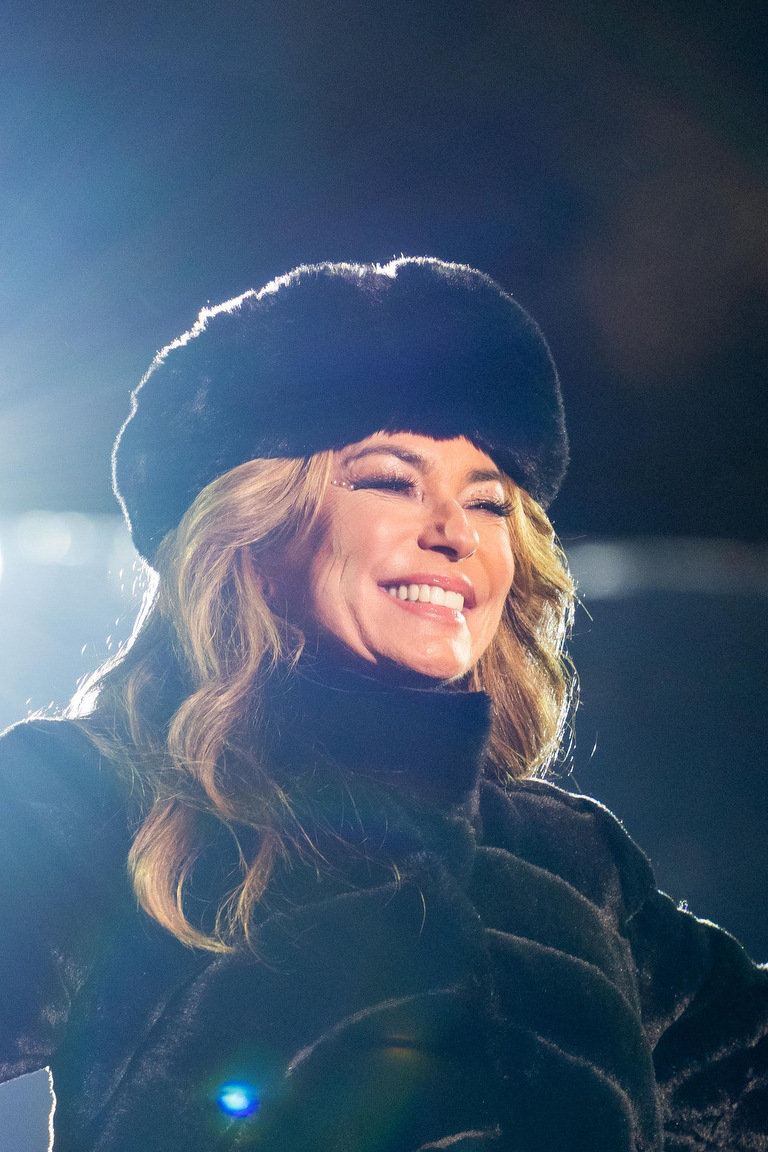
Shania Twain nel 2022

Il 13 novembre 2020 ha collaborato con la cantante country Kelsea Ballerini nel brano Hole in a Bottle. Nel 2023 pubblica il quinto album in stidio Queen of Me.

## Vita privata
Shania Twain è vegetariana, nonché seguace del Sant Mat, una filosofia spirituale orientale che predica la meditazione quotidiana e l'astinenza da alcolici e droghe.
Shania Twain conobbe il produttore Robert John Lange dopo che questi aveva manifestato il proprio interesse per il primo album di lei e si offrì di scrivere e produrre canzoni con lei; s'incontrarono a Nashville nel giugno 1993, e si sposarono il 28 dicembre dello stesso anno. Nel 2001 è nato il primogenito della coppia, Eja.
Nel 2004 la Twain si ritirò dalla scene per vivere con la sua famiglia a La Tour-de-Peilz, in Svizzera. Vive tuttora a Corseaux, sempre in Svizzera.
Il 15 maggio 2008 un portavoce della Mercury Nashville ha annunciato che la Twain e Lange si stavano separando poiché lui aveva una relazione con Marie-Anne Thiébaud; i due hanno divorziato il 9 giugno 2010. Il 1º gennaio 2011 Shania Twain ha sposato l'imprenditore svizzero della Nestlé Frédéric Thiébaud, ex-marito di Marie-Anne Thiébaud, in una cerimonia a Porto Rico.

## Immagine emedia

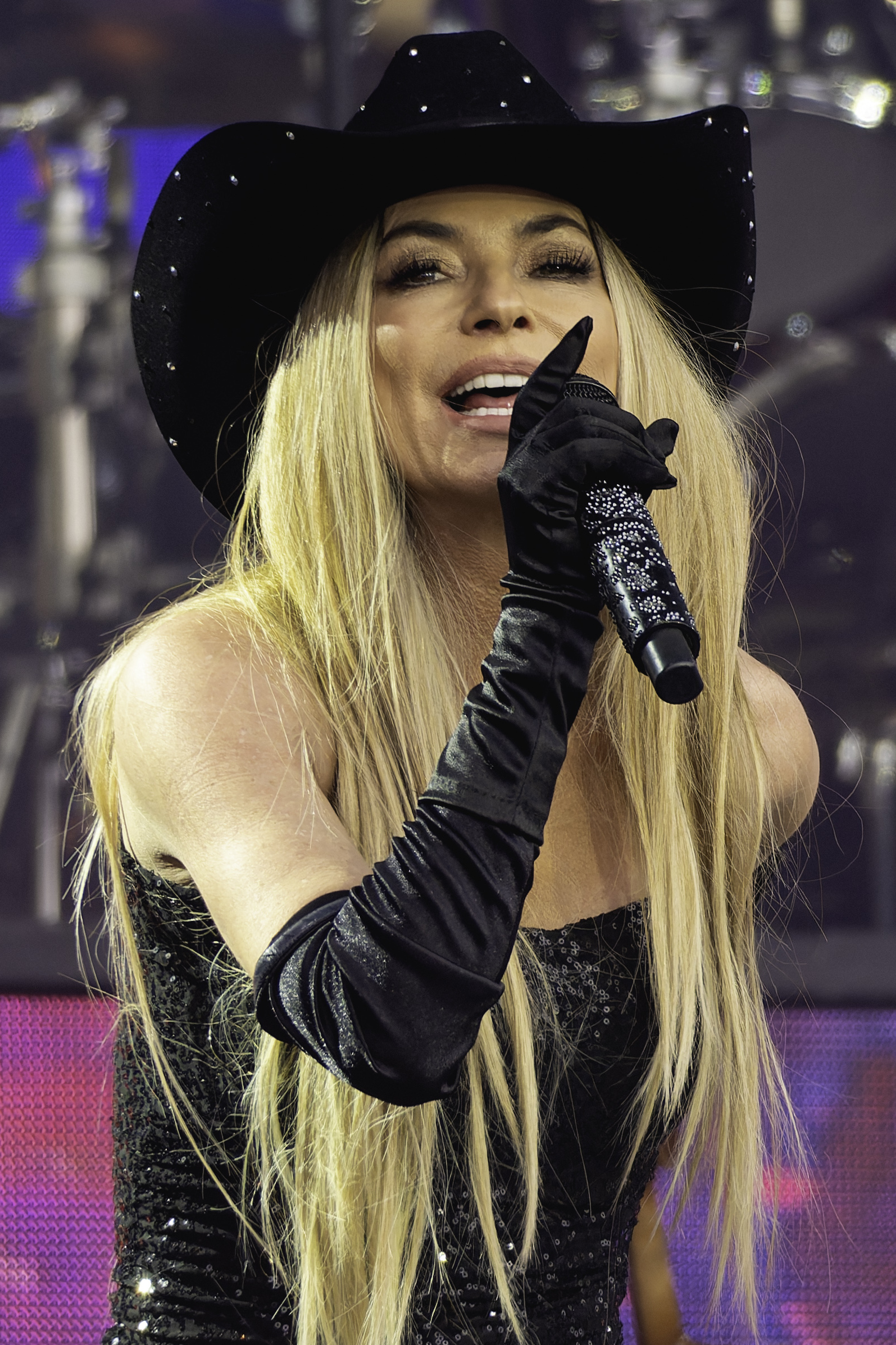
Shania Twain al Festival di Glastonbury nel 2024

Shania Twain si è imposta sul mercato discografico con videoclip iconici, i più celebri dei quali - quelli dell'era Come on Over - diretti dal regista Paul Boyd, con scenografie e abiti di scena riconoscibili (come in "That Don't Impress Me Much" e "Man! I Feel like a Woman!"), presentando un'immagine che Entertainment Weekly ha descritto come "femme fatale della porta accanto". D'altronde, già dal suo debutto nella scena country americana, nei primi anni Novanta, si era fatta notare per il videoclip del singolo "What Made You Say That", in cui fu la prima artista country a mettere in mostra l'ombelico. Infatti fu criticata dall'allora ancora conservatore mondo country.
Shania Twain è sempre co-autrice dei brani che interpreta; scrive testi che parlano di amore e fedeltà, di potere alle donne e fiducia in sé, descrive spaccati di vita quotidiana e frequentemente mette in luce con ironia e sarcasmo il materialismo e la superficialità del mondo contemporaneo.
Nel 2001 è stata eletta dalla PETA come vegetariana più sexy dell'anno.
Nel 2003 è stata inclusa nella Canada's Walk of Fame.
Un suo biopic televisivo, Shania: A Life in Eight Albums, è stato trasmesso sulla CBC il 7 novembre 2005. Il ruolo di Twain è stato interpretato da Meredith Henderson.
Nel 2005 ha avviato un accordo commerciale con la Coty Inc. per la creazione della sua linea di profumi Shania by Stetson. Nello stesso periodo è apparsa in un episodio del reality show The Apprentice. Nel settembre 2007 ha prodotto una seconda fragranza ufficiale, "Shania Starlight".
Nel 2009 la BBC riportò uno studio condotto dalla University of Toronto e dalla University of California, San Diego, pubblicato sulla rivista Vision Research, secondo cui Shania Twain avrebbe il "viso perfetto".
Nel 2010 ha portato la Torcia olimpica nella sua cittadina in occasione delle Olimpiadi invernali di Vancouver.
L'autobiografia della cantante, From This Moment On, è stata pubblicata il 27 marzo 2011.
Il 2 giugno 2011 è stata inserita ufficialmente nella Hollywood Walk of Fame.

## Discografia
- 1993 – Shania Twain
- 1995 – The Woman in Me
- 1997 – Come on Over
- 2002 – Up!
- 2017 – Now
- 2023 – Queen of Me

## Videografia
- VH1 Behind the Music*
- The Complete Woman In Me Video Collection
- Come on Over Video Collection
- Shania Twain Live*
- The Specials
- The Platinum Collection*
- Up! Live in Chicago*
- Up! Close and Personal*
- Rock your country - 2004*

( * = DVD di platino, 500 000 copie vendute)

## Tournée
- 1998/1999 - Come on Over Tour
- 2003/2004 - Up! Tour
- 2015 - Rock This Country Tour
- 2018 - Now Tour

### Residency show
- 2012/2014 - Shania: Still the One a Las Vegas
- 2019/2021 - Let's Go! a Las Vegas

## Filmografia
- Broad City (2017), episodio "Twaining Day".
- RuPaul's Drag Race – reality show, episodio 10x05 (2018)
- Trading Paint - Oltre la leggenda, regia di Karzan Kader (2019)
- Cosa mi lasci di te (I Still Believe), regia di Jon e Andrew Erwin (2020)

## Premi e riconoscimenti

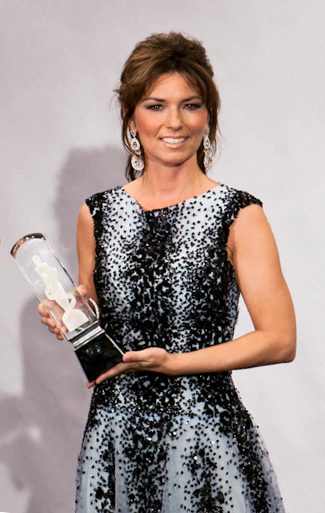
Twain premiata ai Juno Awards 2011.

È stata nominata diciotto volte ai Grammy Award, e ha vinto cinque premi.
| Categoria                              | Canzone/Album                | Anno | Risultato |
| -------------------------------------- | ---------------------------- | ---- | --------- |
| Best New Artist                        | -                            | 1996 | Nomina    |
| Best Female Country Vocal Performance  | Any Man of Mine              | 1996 | Nomina    |
| Best Country Song                      | Any Man of Mine              | 1996 | Nomina    |
| Best Country Album                     | The Woman in Me              | 1996 | Premio    |
| Record of the Year                     | You're Still the One         | 1999 | Nomina    |
| Song of the Year                       | You're Still the One         | 1999 | Nomina    |
| Album of the Year                      | Come on Over                 | 1999 | Nomina    |
| Best Female Country Vocal Performance  | You're Still the One         | 1999 | Premio    |
| Best Country Song                      | You're Still the One         | 1999 | Premio    |
| Best Country Album                     | Come on Over                 | 1999 | Nomina    |
| Song of the Year                       | You've Got a Way             | 2000 | Nomina    |
| Best Female Country Vocal Performance  | Man! I Feel like a Woman!    | 2000 | Premio    |
| Best Country Song                      | Come on Over                 | 2000 | Premio    |
| Best Female Country Vocal Performance  | Forever and for Always       | 2004 | Nomina    |
| Best Country Song                      | Forever and for Always       | 2004 | Nomina    |
| Best Country Album                     | Up!                          | 2004 | Nomina    |
| Best Female Country Vocal Performance  | She's Not Just a Pretty Face | 2005 | Nomina    |
| Best Country Collaboration with Vocals | Coat of Many Colors          | 2005 | Nomina    |